# Robert Seton (1er comte de Winton)
Pour les articles homonymes, voir Seton.
Robert Seton, 1er comte de Winton (1553 - 22 mars 1603) est un pair écossais qui a soutenu Mary, reine d'Écosse.

## Jeunesse

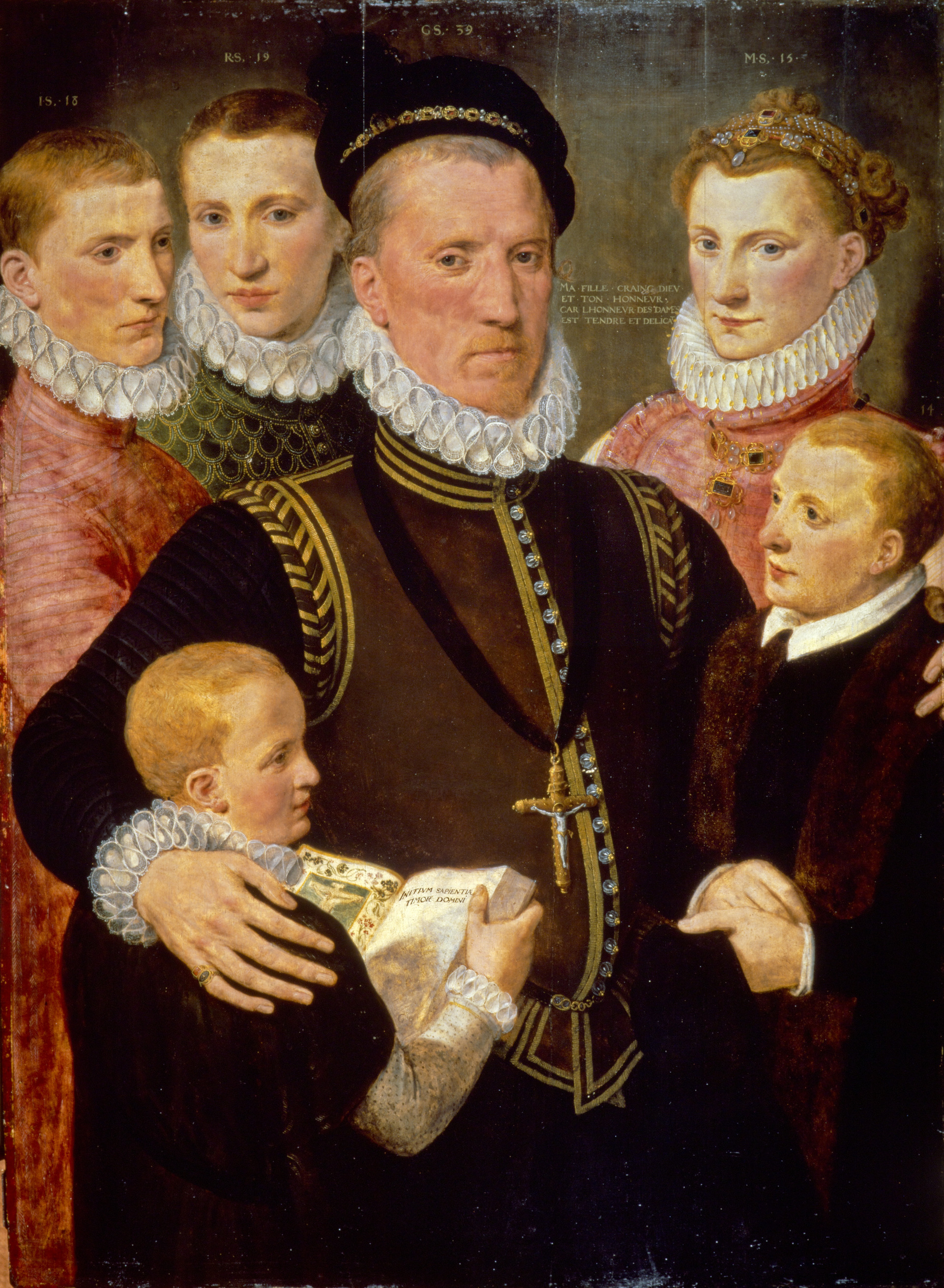
George, Lord Seton et ses enfants en 1572, dont Margaret, Lady Paisley, Robert Seton, Sir John Seton of Barns et Alexander, comte de Dunfermline

Fils de George Seton (7e Lord Seton) (en), il fait ses études tôt en France et accompagne son père lors de ses missions d'ambassadeur en France sous le règne de Marie Stuart. Dans sa jeunesse, il devient un ami d'enfance proche du fils de la reine, le futur roi Jacques VI.
Comme son père, il est fortement attaché à la reine et à la maison royale de Stuart, et fait partie de l'équipe de sauvetage de son père pour la reine Mary du château de Loch Leven. Il est également présent à la bataille de Langside en 1568. Il fait ensuite partie du groupe qui sauve le roi Jacques VI des mains des Douglas et soutient le monarque pendant le Gowrie et d'autres complots de l'époque.

## Domaines
À la mort de son père, en 1586, Robert lui succède en tant que Lord Seton. Bien que son père ait laissé les domaines lourdement encombrés en raison des grandes dépenses de plusieurs ambassades et des pertes subies en adhérant au parti de la reine, il arrive mettre ses affaires en bon état et fournir à ses enfants des fortunes respectables. Il est très hospitalier au palais de Seton, où le roi et la reine, ainsi que les ambassadeurs et les étrangers de qualité sont noblement reçus.".
En août 1594, il est grand maître de la maison du roi lors du baptême du prince Henri au château de Stirling. Ce rôle d'État est généralement tenu par le comte d'Argyll, mais il n'est pas en faveur à l'époque. Lorsque Jacques VI prévoit de visiter l'ouest et les îles d'Écosse en août 1598, Lord Seton est nommé président du Conseil privé.
Il améliore sa propriété, notamment en travaillant sur le vieux port de Cockenzie, un village de pêcheurs de grande antiquité sur le Firth of Forth, pour accueillir des navires de plus grande taille. En janvier 1599, le roi lui accorde une charte sous le grand sceau d'Écosse concernant Cockenzie, qui a auparavant été érigée en port franc et en bourg de baronnie. Il est un grand favori de Jacques VI et est créé comte de Winton à Holyroodhouse le 16 novembre 1600.
Catholique romain strict, le comte et sa famille subissent des indignités de la part des presbytériens de Haddington, East Lothian.

## Mariage et enfants
En 1582, Lord Seton épouse Margaret Montgomerie, fille aînée de Hugh Montgomerie (3e comte d'Eglinton), dont il a cinq fils et une fille:
1. Robert Seton (2e comte de Winton) (en)
2. George Seton (3e comte de Winton)
3. Alexander Montgomerie (6e comte d'Eglinton), qui lui succède en tant que 6e comte d'Eglinton.
4. Thomas Seton d'Olivestob
5. John Seton de St. Germains, qui épouse Margaret Kellie
6. Isabel Seton, qui épouse (1) James Drummond, 1er comte de Perth, (2) Francis, fils aîné de Francis Stewart, 1er comte de Bothwell[1]